# メヘルダッド・ベイタシュール
スティーヴン・メヘルダッド・ベイタシュール（ペルシア語: مهرداد بیت‌آشور, ラテン語: Steven Beitashour, 1987年2月1日 - ）はイランの元プロサッカー選手。両親がイラン生まれのアメリカ・カリフォルニアのサンノゼ出身。イランとアメリカの二重国籍者。アメリカ名はスティーヴン・ベイタシュール。現役時代のポジションは右サイドバック。

## 来歴

### クラブ
2016年より、トロントFCに移籍した。
2018年1月、ロサンゼルスFCに移籍した。
2020年9月19日、コロラド・ラピッズに1年契約で移籍した。
2023年12月13日、現役引退を表明した。

### 代表
AFCアジアカップ2015 (予選)でイラン代表に呼ばれた。

## 代表歴

### 出場大会
- イラン代表
  - 2014 FIFAワールドカップ

### 試合数
- 国際Aマッチ 6試合 0得点（2013年-2014年）[6]

| イラン代表 | 国際Aマッチ | 国際Aマッチ |
| 年         | 出場        | 得点        |
| ---------- | ----------- | ----------- |
| 2013       | 3           | 0           |
| 2014       | 3           | 0           |
| 通算       | 6           | 0           |